# Cyclocephala scarabaeina
Cyclocephala scarabaeina är en skalbaggsart som beskrevs av Leonard Gyllenhaal 1817. Cyclocephala scarabaeina ingår i släktet Cyclocephala och familjen Dynastidae. Inga underarter finns listade i Catalogue of Life.